# Sparvugglor
Sparvugglor (Glaucidium) är ett stort släkte med fåglar i familjen ugglor inom ordningen ugglefåglar.
Släktet återfinns på alla kontinenter utom Australien och Antarktis. Nedanstående artlista baseras på AviList från 2025:
- Sparvuggla (G. passerinum)
- Pärlsparvuggla (G. perlatum)
- Trollsparvuggla (G. gnoma)
- Costaricasparvuggla (G. costaricanum)
- Molnskogssparvuggla (G. nubicola)
- Andinsk sparvuggla (G. jardinii)
- Yungassparvuggla (G. bolivianum)
- Subtropisk sparvuggla (G. parkeri)
- Centralamerikansk sparvuggla (G. griseiceps)
- Tamaulipassparvuggla (G. sanchezi)
- Colimasparvuggla (G. palmarum)
- Amazonsparvuggla (G. hardyi)
- Pernambucosparvuggla (G. mooreorum)
- Dvärgsparvuggla (G. minutissimum)
- Rostsparvuggla (G. brasilianum)
- Magellansparvuggla (G. nana)
- Perusparvuggla (G. peruanum)
- Kubasparvuggla (G. siju)
- Rödbröstad sparvuggla (G. tephronotum)
- Kongosparvuggla (G. sjostedti)
- Göksparvuggla (G. cuculoides)
- Javasparvuggla (G. castanopterum)
- Indisk sparvuggla (G. radiatum)
- Ceylonsparvuggla (G. castanotum)
- Akaciasparvuggla (G. capense)
- Albertinesparvuggla (G. albertinum)